# Colectivo Habitación Propia
El Colectivo Habitación Propia conformado en México en 2018 por ocho mujeres artistas, escultoras, fotógrafas, pintoras, ilustradoras bordadoras, performanceras que buscan realizar proyectos colectivos para producir y dar visibilidad a sus trabajos individuales. Su trabajo como colectivo se ha expuesto en varios recintos culturales de la República Mexicana.
El Colectivo inició por la iniciativa de Cynthia Graps (Cynthia Granados Posada) y Fernanda Reyna a partir del interés de convocar a otras mujeres artistas amigas y conocidas para platicar sobre el quehacer artístico de cada una y buscar formas de colaboración. A partir de ahí, Cynthia propuso colectivizar el proyecto “Evocaciones. Homenajes a mujeres artistas” el cual venía trabajando previamente de forma individual. Así, comenzaron a reunirse semanalmente para trabajar las propuestas para la creación de Evocaciones así como la organización y gestión de otras exposiciones y eventos.  

## Integrantes
- Lizette Abraham Palma - fotógrafa y artista visual
- Laura Aranda Lavalle - pintora
- Musga Robles - escultora
- Gabriela Colmenero - pintora e ilustradora
- Cynthia Graps - artista y performancera
- Fernanda Reyna Cervantes - pintora
- Radharani Torres - artista visual y bordadora
- Diana Suárez  - artista gráfica

## Proyectos artísticos

### Evocaciones. Homenajes a mujeres artistas
Evocaciones es un proyecto de investigación y creación de largo aliento en el que cada integrante del colectivo seleccionó una artista mujer mexicana ya fallecida para investigar su contexto y trabajo. Con base en esto, generaron propuestas, como cuadros, performances, esculturas o fotografías, que dialogaran intergeneracionalmente entre el trabajo de ambas artistas. Es decir, este proyecto se convierte en “un diálogo entre el trabajo de creadoras que no han sido reconocidas y artistas contemporáneas.” En palabras de las integrantes del colectivo: 
Ellas unen para investigar, replantear y sacar a la luz a algunas de las artistas que hicieron aportaciones importantes al medio cultural mexicano y hoy en día desafortunadamente siguen en el olvido. Si bien décadas atrás era complicado entrar a estudiar arte como mujer; muchas se las ingeniaron y formaron parte de grandes instituciones mexicanas, incluso fueron fundadoras y activistas a las que les debemos en la actualidad transitar libremente en el arte como creadoras.
Así, Lizette Abraham Palma presentó una serie fotográfica de una escultura fantástica que realizó inspirada en la titiritera, escritora y dramaturga Mireya Cueto (1922-2013); Laura Aranda rindió homenaje a la poeta y muralista Aurora Reyes (1908-1985) en un retrato de gran formato compuesto por 10 óleos de paneles de madera; Musga Robles trabajó con obras de la pintora Cordelia Urueta (1908- 1995) a través de la creación de una escultura multicolor y extendida en el espacio hecha de alambres y estambre; Gabriela Colmenero dialogó artísticamente con la pintora Susana Sierra (1942- 2017) por medio de la producción de 40 cuadros; Cynthia Graps investigó el trabajo de la diseñadora de joyas Annette Nancarrow (1907- 1991) a través de un performance instalación; Fernanda Reyna reconoció la labor de la escultora Helen Escobedo (1934- 2010) a través de la realización de tres monotipos y un móvil “que canalizan algunas de las obras de Escobedo, como su insigne Cóatl, ubicada en Ciudad Universitaria.”; Diana Suarez eligió conocer el trabajo de Noemí Siegmann (1933- 2018) con cuatro piezas de pequeño formato y, finalmente, Radharani Torres homenajeó a la pintora Estrella Carmona(1962- 2011) “con la impresión en grandes cantidades de carteles con algunas de sus obras, mismos que, a manera de performance, intervino durante la inauguración y que los visitantes pueden llevarse a sus casas.”
El trabajo se expuso en diferentes recintos culturales en el 2020 en el Centro Cultural Emilio Carballido, de la Delegación Benito Juárez, en el Centro Nacional de Derechos Humanos de la Ciudad de México y en el Centro Cultural Regional de Real del Monte en Hidalgo. En 2021, la exposición se inauguró en el Centro Cultural Juan Rulfo.
La relevancia de este proyecto recae en que abona a romper las brechas de invisibilización que las mujeres artistas han experimentado, a lo largo de la historia. Es rendir un tributo a las creadoras precursoras olvidadas en aras de resarcir la injusticia de la falta de reconocimiento y así, revivir su trabajo desde una mirada actual. En palabras de la performancera Cynthia Graps: "Es un proyecto de homenajes a mujeres artistas que ya fallecieron y que consideramos que no han tenido el reconocimiento que merecen por su vida y su obra".

### Alteridad
El proyecto Alteridad expone el trabajo de 14 artistas “inmersas en trabajos creativos a partir de la pandemia” con el fin de homenajear a artistas vivas mostrando numerosos estilos y formatos realizado por mujeres artistas. En palabras de las integrantes de dicho colectivo, este proyecto expresa queː
Como seres humanos tenemos la capacidad de adaptarnos a esta nueva realidad y vemos la vida desde otra perspectiva, aquella de la Alteridad, seis mujeres artistas fueron invitadas para ser parte de esta exhibición donde lo importante es mostrar el resultado particular de cada proceso en este nuevo panorama que va desde lo mundial a lo personal e íntimo. Esta Alteridad forzada pero acogida en lo personal que no tememos exteriorizar.